# European Congress of Radiology
Der European Congress of Radiology (ECR) ist der größte europäische Kongress für Radiologie, welcher jährlich Anfang März in Wien in Österreich stattfindet. Mehr als 28.000 Teilnehmer aus über 130 Ländern nahmen 2018 an dieser Tagung teil.

## Geschichte
Der ECR wurde 1967 von dem Physiker Boris Rajewsky und dem Radiologen Charles Marie Gros gegründet und zunächst alle vier Jahre an verschiedenen Orten abgehalten. Organisatorische und finanzielle Gründe sowie die Etablierung einer gemeinsamen europäischen Plattform führten dazu, dass im Jahr 1985 unter der Führung von Josef Lissner aus München ein Komitee gegründet wurde, das sich ausschließlich mit der Kongressorganisation und den Beziehungen zur Medizintechnik-Industrie beschäftigte. Die Kongressintervalle wurden auf zwei Jahre intensiviert, und als einer der ersten regelmäßigen Kongresse Europas wurde der ECR mit dem Standort Wien an einen fixen Ort gebunden.
Ende der 1980er Jahre wurde ein Programmkomitee, bestehend aus über 120 Radiologen aus aller Welt, institutionalisiert, welches im September 1991 den ersten „neuen“ ECR unter der Präsidentschaft von Josef Lissner ausrichten konnte. Nachfolgend wurde ein eigenes Büro eingerichtet und der juristische Vereinssitz wurde in Wien errichtet. Das 2-Jahres-Intervall wurde ab 1999 zu einem jährlichen.

## Auswirkungen
- Der ECR hat auch zur Entwicklung neuer Kongresswerkzeuge (z. B. EPOSTM – Electronic Presentation Online System) beigetragen.
- Durch den Zusammenschluss des ECR mit der Europäischen Radiologievereinigung (EAR) im Jahr 2005 entstand die European Society of Radiology (ESR), welche seitdem mit Sitz in Wien als Interessensvertretung der Radiologie innerhalb der Europäischen Union fungiert.